# Lotta Bouvin-Sundberg
Charlotte Bouvin Sundberg, känd som Lotta Bouvin-Sundberg, född 2 oktober 1959 i Frösö församling i Jämtlands län, död 1 maj 2023 på Kungsholmen i Stockholm, var en svensk journalist och programledare i Sveriges Television. Hon var ett av SVT:s mest välkända ansikten och ledde bland annat Aktuellt och Gomorron Sverige. Bouvin-Sundberg programledde även stora extrasändningar, valprogram och Nobelsändningen.

## Biografi
Bouvin-Sundberg kom under uppväxtåren till Saltsjöbaden. Hon var dotter till regeringsrådet Åke Bouvin och filosofie magister Gunilla Swan samt sondotter till landstingsdirektören Erik Bouvin.
Lotta Bouvin-Sundberg inledde sin journalistiska karriär som reporter på lokalradio och på TT:s radioredaktion. Hon rekryterades till SVT som programledare för Rapports morgonsändningar 1993. Hon var en av programledarna för SVT:s direktsändning av Nobelfesten 2000–2001 och ledde tillsammans med flera andra personer Gomorron Sverige.
Lotta Bouvin-Sundberg var från 1988 fram till sin död gift med sångaren och juristen Pelle Sundberg (född 1956). De fick två barn tillsammans, en son (född 1989) och en dotter (född 1992). Bouvin-Sundberg är begravd på Skogsö kyrkogård.